# Pee Wee Russell

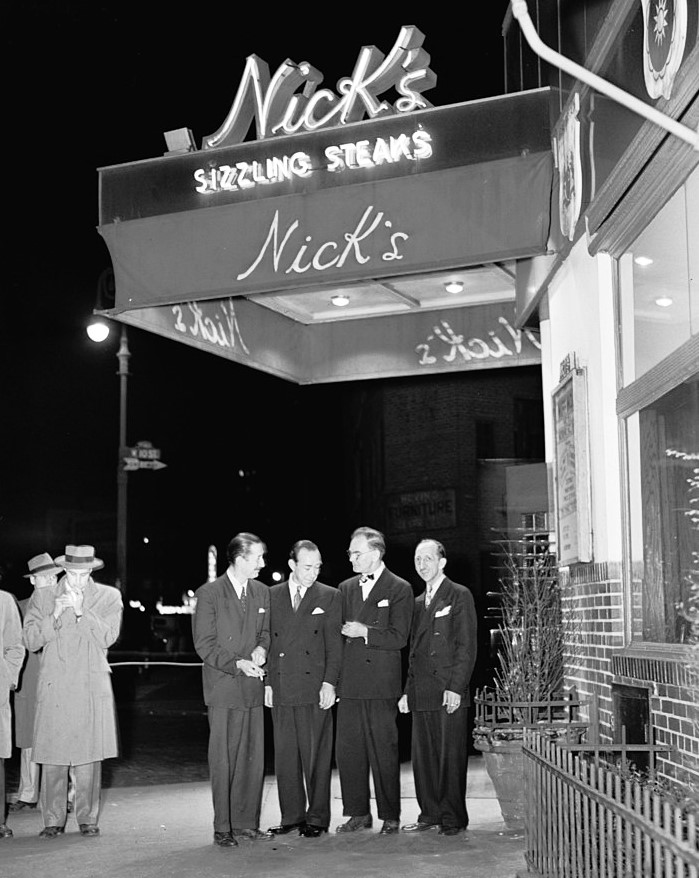
Przed klubem Nick’s w Nowym Jorku – od lewej: Pee Wee Russell, „Muggsy” Spanier, Miff Mole i Joe Grauso, 1946

Charles Ellsworth Russell, ps. „Pee Wee” (ur. 27 marca 1906 w Maplewood, zm. 15 lutego 1969 w Alexandrii w stanie Wirginia) – amerykański muzyk jazzowy, klarnecista, saksofonista i kompozytor.

Willis Conover: „Pee Wee” Russell był poetą klarnetu.

## Życiorys
Urodził się w Missouri, ale dorastał w Muskogee w Oklahomie. W dzieciństwie uczył się gry na różnych instrumentach – najpierw na skrzypcach, ale „nie mógł się z nimi dogadać”. Potem próbował grać na fortepianie, ale nie lubił gam i ćwiczeń Hanona. Następna była perkusja, lecz i ten instrument ze względu na wielość elementów nie przypadł mu do gustu. W końcu ojciec wziął go ze sobą na tańce do lokalnego klubie Elks, w którym grał kilkuosobowy zespół, prowadzony przez klarnecistę jazzowego z Nowego Orleanu – Alcide’a Nuneza. Nastolatek, usłyszawszy improwizacje Nuneza, oznajmił ojcu, że chce na klarnecie grać jazz. Lekcje instrumentu pobierał u klarnecisty z orkiestry miejscowego teatru.
W 1920 przeprowadził się z rodzicami do Saint Louis. Niedługo później zadebiutował zawodowo w miejscowej orkiestrze  hotelu Coronado, którą kierował Herbert Berger. Ze względu na drobną budowę ciała otrzymał wtedy przydomek „Pee Wee”. Po wyjeździe do Teksasu grał w zespole Bad Boys, prowadzonym przez pianistę Pecka Kelley’ego. Poznał w nim puzonistę Jacka Teagardena, późniejszego koryfeusza jazzu. Wróciwszy do St Louis, występował w The Arcadia Ballroom z białymi pionierami jazzu – kornecistą Bixem Beiderbeckem, saksofonistą Frankiem Trumbauerem oraz Teagardenem. W 1927 przeniósł się do Nowego Jorku. Dwa lata później dokonał swoich pierwszych nagrań jako członek zespołu The Five Pennies kornecisty Reda Nicholsa. Od początku lat 30. intensywnie pracował jako sideman w studiach nagraniowych, grając nie tylko na klarnecie, ale także na saksofonach – sopranowym, altowym i tenorowym, oraz klarnecie basowym. Szereg utworów zarejestrował razem z saksofonistą Colemanem Hawkinsem. W 1932 został zaproszony do supergrupy nagraniowej The Rhythmmakers, w której grali m.in. trębacz „Red” Allen i gitarzysta Eddie Condon, z którym potem współpracował z przerwami niemal przez trzydzieści lat. Dzięki ich ówczesnym, wspólnym nagraniom stał się gwiazdorem w światku jazzu chicagowskiego. Od 1935 do 1937 grał w orkiestrze Louisa Primy. Następnie przyjął stały angaż w klubie Nick’s w Greenwich Village na Manhattanie i jednocześnie grał w big-bandzie Bobby’ego Hacketta. Potem ponownie podjął pracę z Condonem, tym razem w orkiestrze gitarzysty. Już w tym czasie był uzależniony od alkoholu i w chwilach szczerości żalił się: Kolesie z klubu Nicka i ci od Condona robili sobie ze mnie żarty, traktowali jak błazna, a ja na to pozwalałem, bo się bałem. Nie wiedziałam, dokąd pójść, gdzie się schować.
W latach 40. jego stan zdrowia zaczął się pogarszać, Cierpiał na przewlekłe zapalenie trzustki, na które duży wpływ miał alkoholizm. Później wspominał: Żywiłem się koktajlami mlecznymi z brandy, kanapkami z jajecznicą i... whisky. Żebym mógł wstać z łóżka, musiałem rano wypić pół pinty whisky. W 1950 w San Francisco ostre zapalenie trzustki niemal pozbawiło go życia. Po wielotygodniowej hospitalizacji wrócił do Nowego Jorku. Do pracy przystąpił w 1952 ze zmienionym, bardziej asertywnym podejściem do swojej kariery.
Wcześniej, bo jeszcze w czasie II wojny światowej nagrał dwa tzw. V-Discs z czterema utworami – jeden z trębaczem „Muggsym” Spanierem, a drugi z grupą All Stars. Był kompozytorem jednego z utworów, pt. Pee Wee Speaks. Wydane w styczniu 1945 przez U.S. Navy i U.S. Army w formie singli, były nadawane przez wojskowe rozgłośnie radiowe dla żołnierzy amerykańskich w kraju i za granicą.
Po powrocie do aktywności zawodowej grał z pianistą Artem Hodesem, Spanierem i Condonem. Sporadycznie prowadził też własne grupy. W 1957 został gwiazdą programu telewizji CBS „The Sound of Jazz”. W ostatniej dekadzie życia często pojawiał się na festiwalach jazzowych i uczestniczył w międzynarodowych tournées organizowanych przez producenta muzycznego i pianistę George’a Weina. Kilkakrotnie wystąpił na Newport Jazz Festival. W 1957 zagrał z oktetem kornecisty Ruby’ego Braffa. Dwa lata później z grupą Weina wykonał tam m.in. bluesa Pee Wee Russell's Unique Sound. W 1963 pojawił się w Newport w dwóch zespołach – Weina i pianisty bebopowego Theloniousa Monka. Z kwartetem Monka zagrał długie solo z w utworze Blue Monk, które spotkało się z mieszanym przyjęciem. Uchodził bowiem za muzyka dixielandowego, choć sam nigdy nie chciał być utożsamiany z konkretnym stylem. Wypowiedział się na ten temat jego stary kolega Coleman Hawkins: Przez trzydzieści lat słuchałem, jak gra te zabawne nuty. Kiedyś uważał, że są fałszywe, ale nie były. Był zawsze dalej, ale wtedy jeszcze nie było na to nazwy. Nieodosobnione były też opinie, iż „Pee Wee” wyprzedzał swoje czasy i swoją grą zapowiadał nadejście free jazzu. Kiedy razem z puzonistą wentylowym Marshallem Brownem sformował kwartet, włączył do jego repertuaru utwory luminarzy awangardy jazzowej – saksofonistów Johna Coltrane’a i Ornette’a Colemana.

Pee Wee Russel: Każde solo trzeba grać tak, jakby było ostatnie w życiu. Cała tajemnica to, które nuty zagrać i kiedy. Na jednej nucie można zagrać całą frazę. Nieważne czy na końcu, czy na początku. Czasami gram dźwięk z akordu, który uważam za odpowiedni, ale komuś innemu wydaje się to niewłaściwe. Ale ja wiem, co dla mnie jest dobre.

Na początku lat 60. dzięki zachętom swojej żony, Mary, zajął się malarstwem abstrakcyjnym. Miała nadzieję, że nowe hobby odciągnie go od alkoholu. Niestety w 1967 Mary zmarła. Jej śmierć spowodowała, że zaczął jeszcze więcej pić, co szybko wpłynęło na dalsze pogorszenie stanu jego zdrowia.
Ostatni występ dał z zespołem Weina 21 stycznia 1969 w Białym Domu na balu inaugurującym prezydenturę Richarda Nixona. Niecałe trzy tygodnie później zmarł w szpitalu w Alexandrii w Wirginii. Został pochowany w B'Nai Abraham Memorial Park w miejscowości Union Township w stanie New Jersey.

## Wybrana twórczość

### Kompozytor lub współkompozytor
But Why, Midnight Blue, Missy, Muskeegie Blues, Oh! No, Pee Wee’s Blues, Pee Wee's Song,  Pee Wee Speaks, Pee Wee’s Tune, Stuyvesant Blues, Three-Two-One Blues, The Bends Blues, Englewood, Cutie Pie, What's the Pitch, This Is It

### Dyskografia
Jako lider lub współlider
- 1952
  - The Individualism of Pee Wee Russell (Savoy)
  - Pee Wee Russell and His Rhythmakers (Atlantic)
- 1956 We're In the Money (Storyville Records)
- 1957 New Orleans Dixieland (Master High Fidelity
- 1958
  - Portrait of Pee Wee (Counterpoint)
  - Over the Rainbow (Xanadu Records)
- 1959 Pee Wee Russell Plays (Dot Records)
- 1960 Newport Jazz Festival All Stars – Buck Clayton–Bud Freeman–Vic Dickenson–Champ Jones–George Wein–Jake Hanna–Pee Wee Russell (Atlantic)
- 1961
  - Jazz Reunion – Pee Wee Russell and Coleman Hawkins (Candid)
  - Pee Wee Russell Plays Pee Wee (Bell Records)
- 1965 A Legend (Mainstream Records)
- 1967 The Spirit Of ’67 – Pee Wee Russell and Oliver Nelson and His Orchestra (Impulse!)
- 1977
  - Hot Licorice (Honey Dew)
  - Gumbo (Honey Dew)
- 1978
  - Dixie Clarinet (Tellerhouse, Inc.)
  - Salute to Newport – Featuring Pee Wee Russell (ABC/Impulse!)

Jako sideman
Z Rubym Braffem
- - 1955 Pee Wee Russell & Ruby Braff – At Storyville, Vol. 1 (Savoy)
  - 1955 At Storyville, Vol. 2 – Pee Wee Russell & Ruby Braff (Savoy)
- 1958 Ruby Braff Octet with Pee Wee Russell & Bobby Henderson – At Newport (Verve)

Z Theloniousem Monkiem
- 1964 Miles & Monk at Newport – The Miles Davis Sextet & The Thelonious Monk Quartet (Columbia)

Z George’em Weinem
- 1963 George Wein & the Newport All-Stars (Impulse!)

Zestawienie wg dat wydania płyt